# Joe Louis

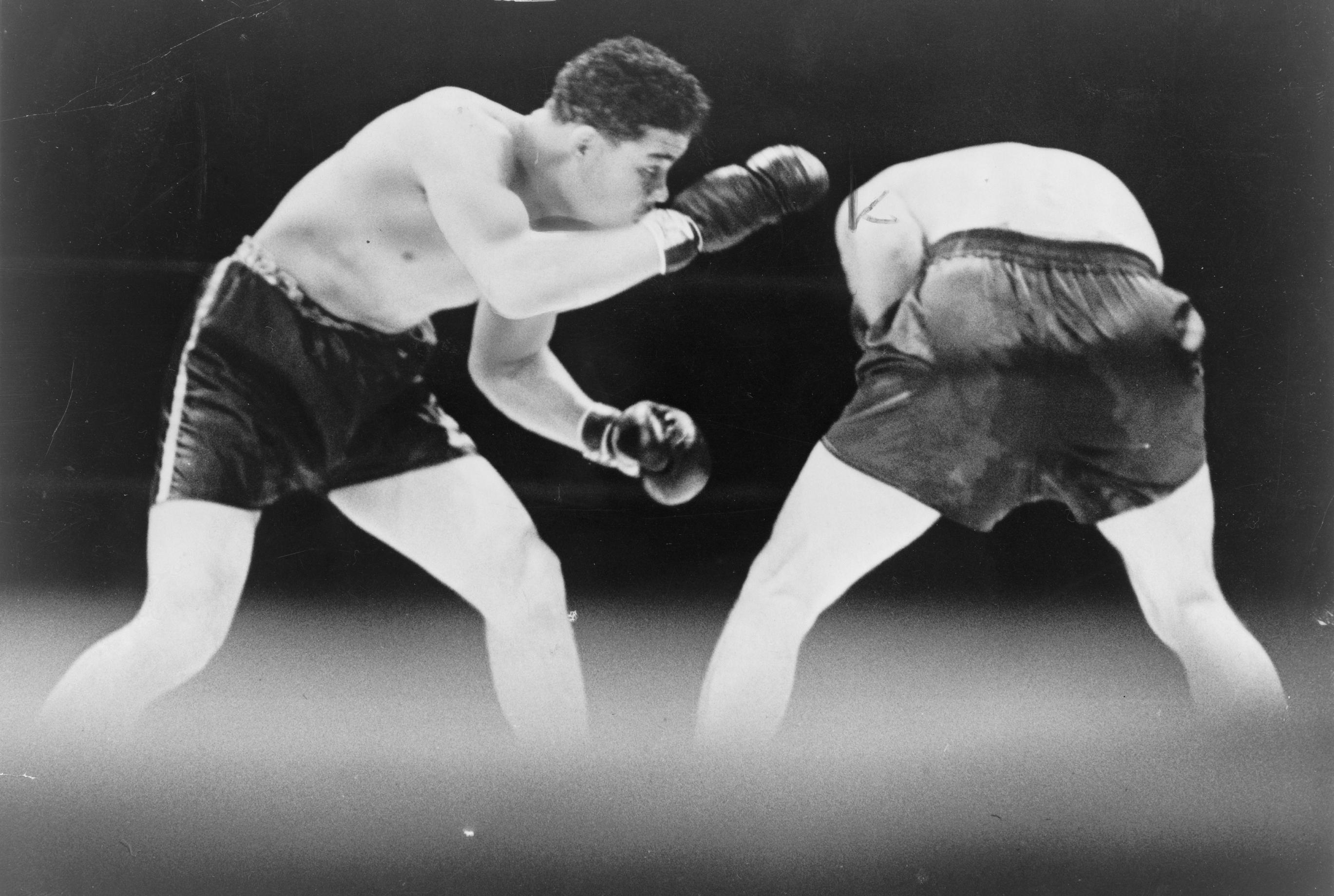
Joe Louis i mötet med Max Schmeling 1936.

Joseph Louis Barrow, mer känd som Joe Louis, The Brown Bomber, född 13 maj 1914 i La Fayette i Alabama, död 12 april 1981 i Paradise utanför Las Vegas i Nevada, var en amerikansk tungviktsboxare, ansedd som en av de främsta tungviktsboxarna genom tiderna. 
Louis höll VM-titeln från 1937 men efter att obesegrad ha avsagt sig titeln 1949 utmanade han i september 1950 mästaren Ezzard Charles, och förlorade på poäng. Därefter fortsatte han att boxas ytterligare ett år med ett stort antal vinster innan den nye världsmästaren Rocky Marciano ändade hans karriär. Louis deltog i totalt 26 mästerskapsmatcher av vilka han vann 25, vilket är oöverträffat i tungviktsklassen.
Av ansedda boxningsmagasinet The Ring rankas Louis som nummer 1 på listan över proffsboxningens "100 främsta punchers", det vill säga den boxare med det effektivaste KO-slaget.

## Biografi
Joe Louis föddes 1914 i Alabama. Fadern var bomullsplockare och familjen var mycket fattig. Efter att de flyttat till Detroit 1924 började Louis att träna boxning. Som amatör vann han Golden gloves - USA:s största amatörturnering och 1934 skedde proffsdebuten, KO-seger i rond 1. Efter mer än 20 raka segrar förlorade han 1936 överraskande mot ex-mästaren Max Schmeling på KO i rond 12. 

### Världsmästare
Louis fick emellertid ändå chansen att möta världsmästaren James J. Braddock året efter och vann 8 juni på KO i rond 8 och blev därmed den förste svarte världsmästaren sedan Jack Johnson (mästare 1908–1915). I juni följande år fick han revansch på Schmeling. Den enormt uppskrivna matchen vann Louis på KO i första ronden. Först nu känner jag mig som den "riktige" mästaren" menade Louis efter matchen.

### Rekordmånga titelförsvar
Louis var mycket aktiv i ringen åren som följde och fram till 1942 hade han gjort hela 21 titelförsvar, många av matcherna var slut inom högst 3-4 ronder. Lätte tungviktsmästaren Billy Conn skakade dock mästaren rejält i ett möte 1941. Louis låg klart under på poäng när han i rond 13 knockade utmanaren. 1942 var USA indraget i andra världskriget och mästaren blev inkallad till militärtjänst. Han behövde dock inte ge sig ut på slagfältet utan fungerade som en reklampelare för armén och åkte runt och "peppade" soldaterna.

### Avsagd titel och comeback
Titeln var under tiden för Louis' militärtjänst "frusen" och han gick därför sin nästa match först 1946. Han försvarade VM-titeln 4 gånger till innan han avsade sig titeln och drog sig tillbaka 1 mars 1949. Han jagades dock av skattemyndigheterna och tvingades därför tillbaka till ringen. Han mötte nye mästaren Ezzard Charles men förlorade på poäng. Hans sista match var mot Rocky Marciano 1951, där han blev brutalt knockad i rond 8. Joe Louis hade då boxats 72 matcher, vunnit 69 (55 på KO) och bara förlorat 3 gånger. På sina 25 titelförsvar vann han 21 gånger på KO.

## Eftermäle
I en tid då rasismen var utbredd i hans hemland lyckades ändå Joe Louis bli en nationalhjälte för alla amerikaner. Han begravdes på Arlingtonkyrkogården och rankas av The Ring Magazine som, näst Muhammad Ali den bäste tungviktsboxaren genom tiderna samt den fjärde bäste boxaren någonsin, oavsett viktklass. The Ring har också utsett honom till alla tiders främste "puncher", det vill säga hårtslående boxare.
Den arena som var hemmaplan för Detroit Red Wings i NHL år 1979 till 2016 hade namnet Joe Louis Arena.